# Én-Höhle
Die Én-Höhle (Segler-Höhle, weil viele Segler ihre Nester in dieser Höhle haben.) ist eine Höhle im Nationalpark Phong Nha-Ke Bang in Vietnam, 60 km nördlich von der Provinzhauptstadt Dong Hoi und 440 km südlich von Hanoi entfernt.
Bei der Erstexpedition im Jahr 1990 schätzten Forscher ihre Länge auf weniger als 1645 m. Die Höhle erschien in der amerikanischen Fernsehsendung Good Morning America im Mai 2015 und im Film Pan.